# 莱莫区
莱莫区，是缅甸联邦第一特区木邦县下辖的一个区。

## 行政区划
莱莫区下辖以下等乡镇：
- 铓板镇[1]
- 那玛乡[2]
- 南木昔乡